# Рудольф Голсті
Ейно Рудольф Вольдемар Голсті (фін. Eino Rudolf Woldemar Holsti; нар. 8 жовтня 1881 Ювяскюля, Вазаська губернія, Велике князівство Фінляндське, Російська імперія — пом. 3 серпня 1945, Пало-Альто, Санта-Клара, Каліфорнія, США) — фінський політик, журналіст та дипломат. Також обіймав посаду міністра закордонних справ Фінляндії (1919—1922 та 1936—1938).

## Біографія
Ейно Рудольф Вольдемар Голсті народився у місті Ювяскюля, що на той час входило до складу Вазаської губернії Великого князівства Фінляндського Російської імперії (нині до Центральної Фінляндії).
З 1919 року він представляв Національну прогресивну партію. Голсті працював в газетах таких міст як Гямеенлінна, Лахті та Гельсінкі разом зі своїм другом та однокласником Йоельом Лехтоненом.
Був послом в Естонії з 1923 до 1927 року. Представляв Фінляндію у Лізі Націй.
У 1936 році здобув портфель міністра закордонних справ. Він чітко усвідомлював, що найбільшу загрозу для миру в Європі становить Німеччина. Голсті був переконаний, що самого нордичного нейтралітету недостатньо, щоб гарантувати безпеку Фінляндії.
У лютому 1937 здійснив офіційний візит до Москви. Його метою було розвіяти підозри, які викликала фінська зовнішня політика у Радянського Союзу та Заходу. У своїх розмовах із наркомом закордонних справ Максимом Литвиновим та іншими представниками СРСР Голсті намагався запевнити візаві в тому, що жодна уповноважена особа у Фінляндії не схвалить політики, яка б зробила країну полем бою Німеччини та СРСР. Голсті також зустрівся з наркомом оборони маршалом Климентом Ворошиловим і начальником генштабу маршалом Олександром Єгоровим. Фінський міністр закордонних справ запевнив їх, що Фінляндія сприйматиме будь-яке вторгнення на свою територію як акт агресії. Візит Голсті приніс нетривалу «відлигу» в фінсько-радянських відносинах.
Надалі він переїхав до США разом із двома синами. У нього були дружні відносини з президентом США Гербертом Гувером, президентом Фінляндії, а також міністром Фінляндії.
Помер Ейно Рудольф Вольдемар Голсті 3 серпня 1945 року в лікарні каліфорнійського міста Пало-Альто під час операції. Його дружина померла 22 липня 1951 року від туберкульозу.

## Політичні погляди
Після Першої світової війни з'явилась низка так званих «окраїнних держав» в результаті розпаду Австро-Угорської, Османської, Німецької та Російської імперій і постало питання оборони їх національних інтересів. Це стало підставою для створення регіональних дипломатичних і військово-політичних союзів. У 1919 році діючий, на той час, міністр закордонних справ Фінляндії Рудольф Голсті виступив одним з ініціаторів створення «Балто-Чорноморського союзу». Згодом його підтримали естонські дипломати. Невдовзі, у серпні 1920 року на так званій, Булдурській конференції, за участі Латвії, Литви, Естонії, Фінляндії, Польщі й УНР, відбулася спроба створення оборонного союзу. Однак ідея не була реалізована через низку нездоланних розбіжностей в політиці учасників.